# إليزابيث ريوكيل
إليزابيث روكيل (بالألمانية: Elisabeth Röckel) ‏(15 مارس 1793,بافاريا- 3 مارس 1883، فايمار) كانت مغنية أوبرا سوبرانو ألمانية وزوجة المحلن يوهان نيبوموك هامل.
ولدت في نوينبرغ فورم فالد في بافاريا التي كانت جزءا من الإمبراطورية الرومانية المقدسة في عام 1793. تعود شهرة إليزابيت روكيل لصداقتها بالموسيقار الألماني لودفيج فان بيتهوفن منذ عام 1808. الموسيقار الألماني بيتهوفن كتب مؤلفته الموسيقية المشهورة من أجل إليزة خصيصا لاجل صديقته اليزابيت روكيل.